# Kakuei Tanaka
Kakuei Tanaka (田中 角栄 Tanaka Kakuei?, n. 4 mai 1918, Futada⁠(d), Prefectura Niigata, Japonia – d. 16 decembrie 1993, Shinanomachi⁠(d), Tōkyō, Japonia) a fost un politician japonez, care a fost al 64-lea și al 65-lea prim-ministru al Japoniei din 7 iulie 1972 - 22 decembrie 1972 și din 22 decembrie 1972 - 9 decembrie 1974.
A fost unul dintre cei mai influenți politicieni ai Partidului Liberal-Democrat și după ce s-a retras din postul de prim-ministru până pe la jumătatea anilor 1980 (a fost numit „Șogunul din umbră”), când și-a pierdut autoritatea datorită mai multor scandaluri, fiind numit „acel exemplu tipic de politician corupt de după război”.
Născut într-o familie săracă cu șapte copii, Tanaka nu a putut merge la liceu, cu toate că fusese cel mai bun elev din clasa sa la școala generală, fiind nevoit să lucreze, alegând să se mute la Tokio unde erau mai multe șanse să găsească de lucru. A lucrat în construcții, iar la vârsta de 19 ani și-a deschis o proprie firmă de desen tehnic (el fiind singurul angajat), dar după doi ani a fost chemat la armată, trimis în Manciuria, unde după doi ani s-a îmbolnăvit de pneumonie, astfel că a fost repatriat.
La Tokio, Tanaka a lucrat la firma de construcții „Sakamoto”, în cele din urmă căsătorindu-se cu fiica patronului, o divorțată cu 7 ani mai mare decât el. În 1942 Tanaka preia conducerea firmei și îi schimbă numele în „Tanaka”. Vor avea doi copii, fiul Masanori (care a murit la vârsta de 4 ani) și fiica Makiko (n. 1944), viitoare Ministru de externe în guvernul Prim-ministrului Junichirō Koizumi.
Având noroc, nici una din clădirile importante ale familiei Tanaka nu au fost distruse în marele incendiu din martie 1945 din Tokio. În plus, primise cu puțin timp înainte de terminarea războiului o sumă foarte importantă de bani din partea guvernului japonez pentru a muta o fabrică întreagă de garnituri de pistoane din Japonia în Coreea. Războiul terminându-se la scurt timp după primirea banilor, mutarea nu a mai avut loc, iar în haosul care a existat după război, se pare că Tanaka nu a dat înapoi toți banii primiți de la guvern.
A candidat (din partea „Partidului Progresului”) pentru prima dată la un loc în Dieta japoneză în 1946, dar nu a fost ales. Anul următor a fost însă mai norocos și a fost ales pe listele „Partidului Democrat”, fiind la 29 de ani cel mai tânăr reprezentant în Dietă. În 1948, a schimbat din nou partidul, alăturându-se „Partidului Liberal” (de fapt un partid conservator) al Prim-ministrului Shigeru Yoshida. Yoshida i-a recunoscut repede talentul politic și l-a numit vice-ministru al justiției. Dar pe data de 13 decembrie 1948 Tanaka a fost arestat pentru luare de mită (1 milion de yeni, ca. $100.000) din partea unor firme de minerit care se opuneau planurilor de naționalizare. În ianuarie 1949 a fost eliberat pe cauțiune, și s-a pregătit pentru noile alegeri din același an, cu toate că Partidul Liberal hotărâse când a fost arestat să nu îi mai finanțeze campania electorală. La ieșirea din închisoare, se înțelege cu Eisaku Satō (șef al biroului prim-ministrului) să nu fie dat afară din Partidul Liberal în schimbul demisiei din funcția de viceministru al justiției.
A fost reales în ciuda faptului că fusese arestat (a fost găsit nevinovat la recurs), iar în 1957 a fost numit ministru al poștei și telecomunicațiilor în guvernul prim-ministrului Nobusuke Kishi, cel mai tânăr ministru japonez de după 1890. În 1962, în guvernul Hayato Ikeda, a fost ministru al finanțelor (post cu mare influență politică), iar când Eisaku Satō a devenit prim-ministru în 1964 l-a numit numit secretar general al Partidului Liberal-Democrat (1965-1966, 1968-1971), din nou un post extrem de important.
A fost ales președinte al Partidului Liberal-Democrat pe data de 5 iulie 1972 (ceea ce îi asigura postul de prim-ministru) când Eisaku Satō s-a retras după 8 ani în funcție.
În septembrie 1972 a vizitat China (cu care Japonia nu avea relații diplomatice) și a semnat împreună cu premierul Ciu Enlai un comunicat comun de deschidere a relațiilor diplomatice dintre cele două țări.

## Scandaluri
În octombrie 1974 a apărut un articol în revista Bungei Shunju, scris de Takashi Tachibana, în care s-a dezvăluit că în pofida faptului că cumpărase terenuri și acțiuni în valoare de $425.000.000 în 1973, Tanaka nu declarase ca venit decât $260.000. Ca urmare, Tanaka s-a retras din funcția de prim-ministru.
La 27 iulie 1976 Tanaka a fost arestat în legătură așa-numitul „Scandal Lockheed” pentru luare de mită ($1.800.000) în legătură cu achiziționarea de avioane cu reacție TriStar de la firma Lockheed de către compania aeriană japoneză All Nippon Airways. După 3 săptămâni în arest, a fost pus în libertate pe cauțiune ($700.000) și și-a continuat cariera politică, fiind reales în 1976, 1979, 1980, 1983 și 1986.
În octombrie 1983 Tribunalul districtului Tokio l-a găsit vinovat de toate acuzațiile și l-a condamnat la 4 ani de închisoare. Recursul său a fost respins de către Tribunalul Superior din Tokio în 1987. Când a murit în 1993, recursul său la Curtea Supremă era încă nefinalizat. Se retrăsese din viața politică în 1990 deoarece suferise o congestie cerebrală în 1985.